# بازی تئاتر

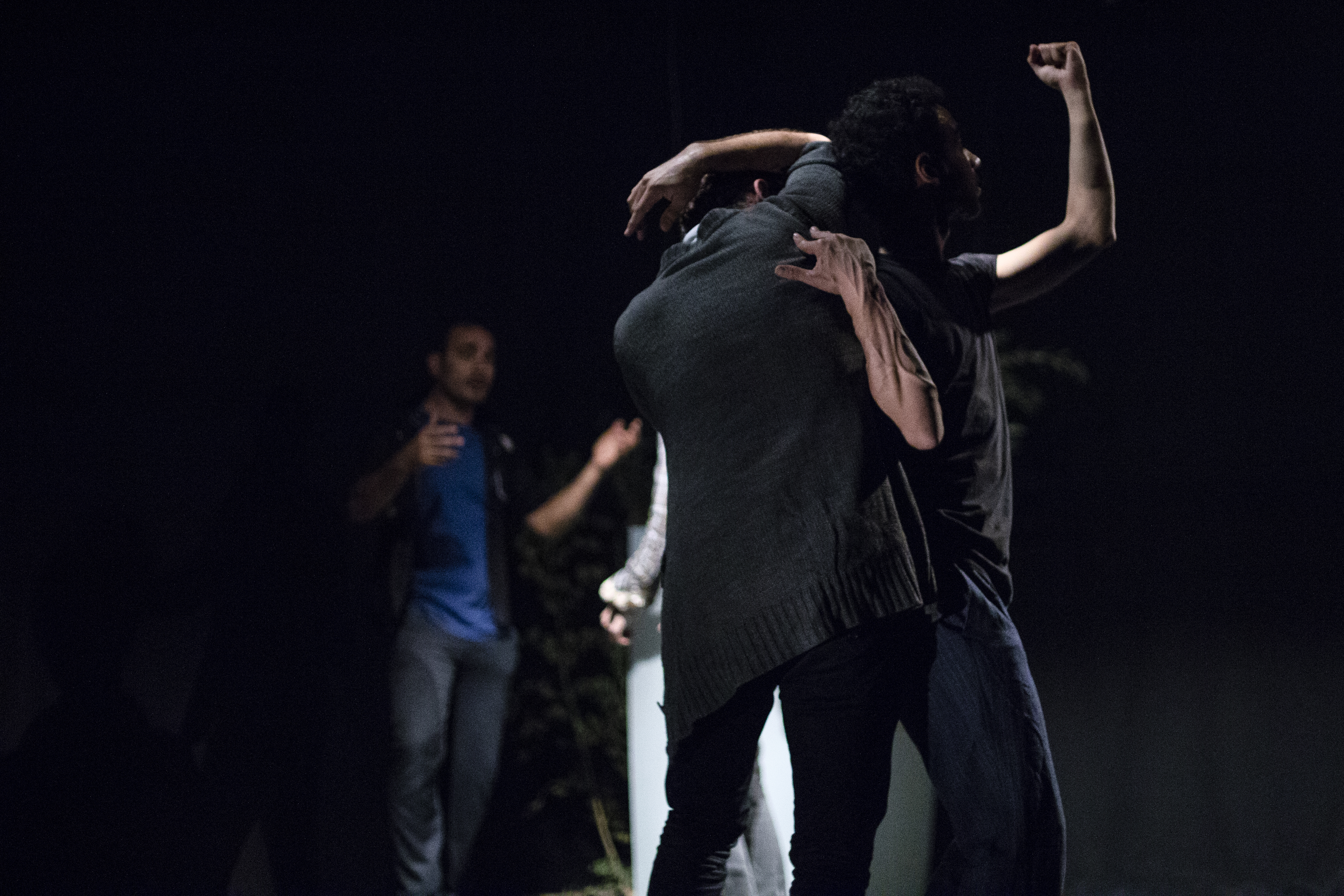
چند بازیگر تئاتر تجربی در حال بازی و اجرای یک پرفورمانس در ایران، (مهر ماه ۱۳۹۷)

بازی‌تئاتر (انگلیسی: Theatre games) شیوه‌ای برای تمرین بازیگران است که توسط افرادی مانند جوان لیتل‌وود، ویولا اسپولین، پاول سسلز، کلایو بارکر، کیت جان‌استون، یرژی گروتوفسکی و آگوستو بوال در قرن بیستم میلادی به وجود آمده‌است. بازی‌های تئاتری همچنین به صورت متداول در تمرین‌های مربوط به گرم‌کردن بازیگران پیش از تمرین یا اجرا، در مراحل تولید تئاتر بداهه و به عنوان تفکری جانبی برای تمرین مواد نمایش مورد استفاده قرار می‌گیرد. این نوع از تئاتر همچنین به منظور غلبه بر استرس از طریق تحریک سناریوهایی که می‌توانند در زندگی عادی باعث ترس شوند، در حوزهٔ نمایش‌درمانی کاربرد دارند.

## بازی‌تئاتر در ایران
در حوزه‌ی تئاتر و ادبیات کودک، نمایش عروسکی با عنوان «راز گنجور» در مرکز تولید تئاتر کانون پرورش فکری کودکان و نوجوانان به کارگردانی هانی حسینی و مرضیه نادری تا اول اسفند سال ۱۳۹۷ در حال اجرا است که از تئاتر دیجیتال برای خلق محیط بازی کمک می‌گیرد؛ در این نمایش یکی از مولفه‌های مهم، مشارکت و تعامل داوطلبانه‌ی کودکان و بینندگان در گذر از مراحل مختلف بازی است. به گفته‌ی کارگردانان، ایده اولیه این اثر در سال ۱۳۹۵ و در اولین و تنها دوره‌ مرکز مطالعات اجرایی قشقایی شکل گرفته است. ‌آنها در این ایده سعی داشته تا اجرای تعاملی را در مواجهه با کودک، مورد بررسی و پژوهش قرار دهند.